# 空之子航空
空之子航空（日语：／ Kabushiki-gaisha Sorashido Ea */?）是一間日本航空公司，總部設於九州的宮崎市。空之子航空主要經營來往宮崎、熊本、長崎和東京的航線。成立于1997年7月3日，在2002年5月開始營運，前稱泛亞航空（Pan Asia Airlines）、亞洲天網航空（Skynet Asia Airways）。1998年，日本政府解除經營航線的限制，空之子航空是第四間因此成立的航空公司。公司有56.9%的股權由日本產業復興機構擁有，而米良電機產業則擁有11.7%的股權。2011年7月啟用現今品牌名稱「空之子航空」（Solaseed Air），这个名称由“空”的日文（/sora）和“种子”的英文（seed）组成，取“在天空播撒微笑的种子”之意。
2022年10月3日，空之子航空與Air DO共同持股公司RegionalPlus Wings成立，空之子航空成為該公司100%持股之子公司。

## 歷史
- 1997年7月3日：泛亞航空（Pan Asia Airlines）成立，總部位於福岡市。
- 1999年8月：更名為亞洲天網航空（Skynet Asia Airways）。
- 2000年9月：公司總部遷移至宮崎市。
- 2002年5月：開始營運，開設羽田－宮崎。
- 2002年7月：開設福岡－宮崎航線。
- 2003年8月：開設羽田－熊本航線。
- 2004年6月：在產業再生機構（日语：産業再生機構）的支持下，全日本空輸成為第二大股東。
- 2005年8月：開設羽田－長崎航線。
- 2006年4月：與全日空實施代碼共享。
- 2007年4月：與Air Do實施聯營航班。
- 2007年9月：開設羽田－鹿兒島航線。
- 2009年2月：開設那霸－鹿兒島 、 那霸－長崎航線。
- 2010年10月31日：開設羽田－大分航線。
- 2011年7月1日：启用新的品牌名称Solaseed Air。
- 2011年7月15日：第一架自購機飛行。
- 2013年6月1日：開設那霸－神戶航線。
- 2013年12月18日：國際航空運輸協會將原IATA編號「LQ」變更為「6J」。
- 2015年3月29日：開設名古屋中部國際機場－那霸、石垣島－那霸航線。
- 2015年12月1日：公司更名為株式会社ソラシドエア（Solaseed Air Inc.）。
- 2018年7月：中文品牌更名為空之子航空。
- 2022年10月3日：成為RegionalPlus Wings子公司。

## 航點與代碼共享

### 航點
以下為空之子航空航點（截至2022年）：
- 東京國際機場－宮崎機場、熊本機場、長崎機場、鹿兒島機場、大分機場、那霸機場。
- 那覇機場－福岡機場、宮崎機場、鹿兒島機場、神戶機場、中部國際機場、新石垣機場。
- 中部國際機場 - 鹿兒島機場、宮崎機場

### 代碼共享
空之子航空與全日本空輸實施代碼共享。

## 機隊

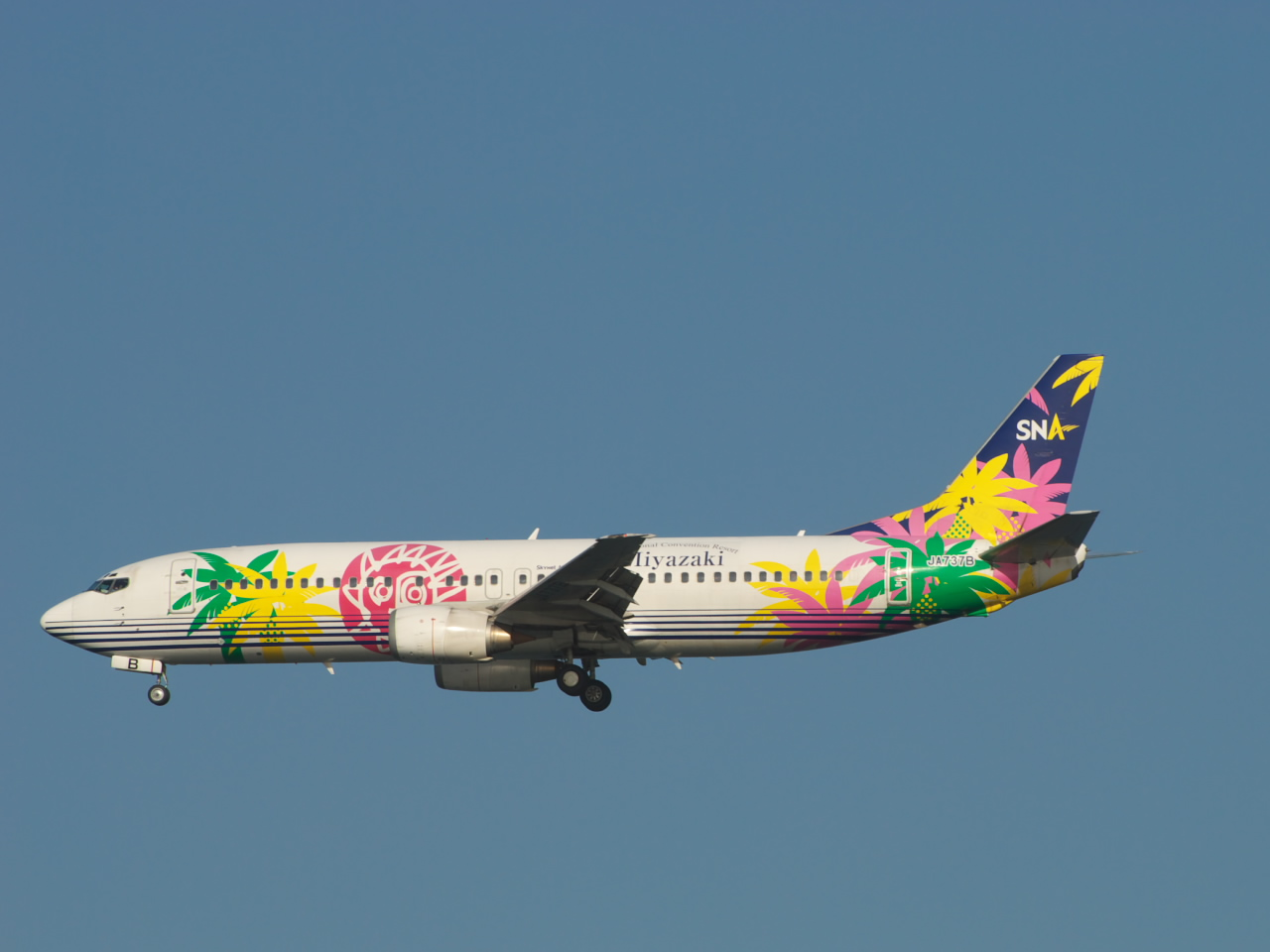
空之子航空波音737-46Q

截至2019年8月，空之子航空機隊的平均機齡是5.9年，擁有以下飛機：

## 外部連結
- 官方網站 （页面存档备份，存于）（日語）（英文）（繁體中文）（简体中文）
  - Visit Japan （页面存档备份，存于） （简体中文）
- 機隊資料（英文）